# Wendiceratops
A Wendiceratops pinhornensis a hüllők (Reptilia) osztályának madármedencéjűek (Ornithischia) rendjébe, ezen belül a Ceratopsidae családjába és a Centrosaurinae alcsaládjába tartozó faj.

## Tudnivalók
A Wendiceratops pinhornensis maradványait Kanadában, a késő kréta kori rétegben találták meg. Felfedezője, Wendy Sloboda egy kanadai fosszília vadász. Az állat a nemi szintű nevét - Wendiceratops - , felfedezőjéről és az állatcsoportba való hovatartozásának összevonásából kapta, míg fajneve, a pinhornensis a holotípus megtalálási helyére, az albertai Pinhorn Provincial Grazing Reserve-re utal. A holotípusra, melynek raktárszáma TMP 2011.051.0009, 2010-ben bukkant rá Sloboda, aztán a következő években a Royal Tyrrell Őslénytani Múzeum (Royal Tyrrell Museum of Palaeontology) kutatói számos más maradványát is megtalálták. 2015-ben, David Evans és Michael Ryan hivatalosan leírták és megnevezték ezt a dinoszauruszt.
A 2015-ös évig megtalált 184 darab csont között találhatók: koponyák, állkapcsok, csigolyák, vállcsontok, csontos medencék és végtagcsontok. Ezekből a kutatók kiszámították, hogy az átlagos Wendiceratops 6 méter hosszú és 1 tonna tömegű lehetett. A pofáján mint sok más ceratopsiának három szarv volt; a két felsőnek a vége kissé előrehajlott és hegyben végződött, míg az alsó orrszarv tompavégű volt.
A legközelebbi rokonának a kínai Sinoceratopsot tartják.
A Wendiceratops pinhornensis kortárs és „lakótárs” a lehetett a következő dinoszauruszokkal: Daspletosaurus, Paronychodon, Troodon, Albertaceratops, Parasaurolophus, Judiceratops, Medusaceratops és Avaceratops.

## Képek

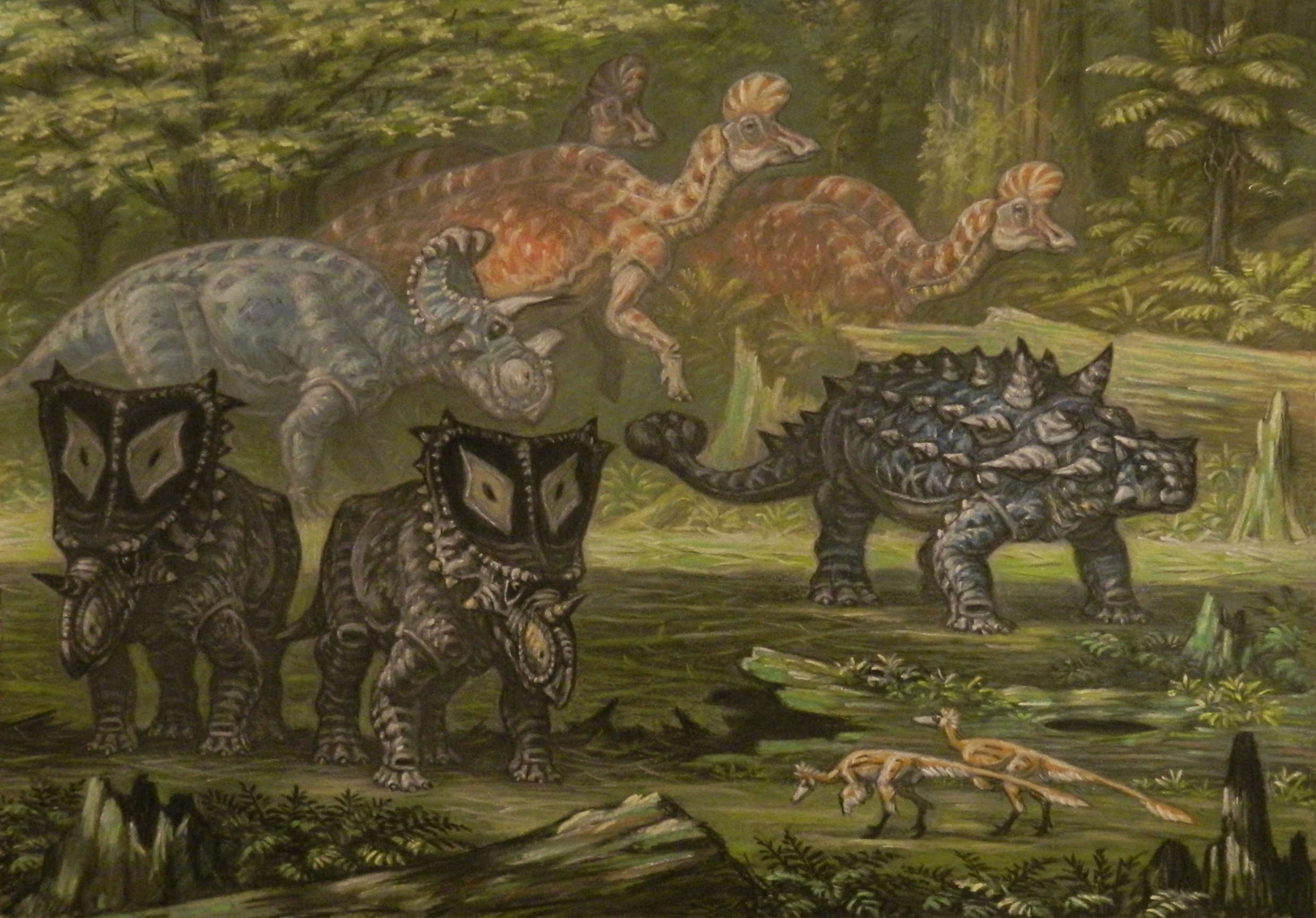
Az állat rekonstrukciója (a baloldali hátsó ceratopsia)
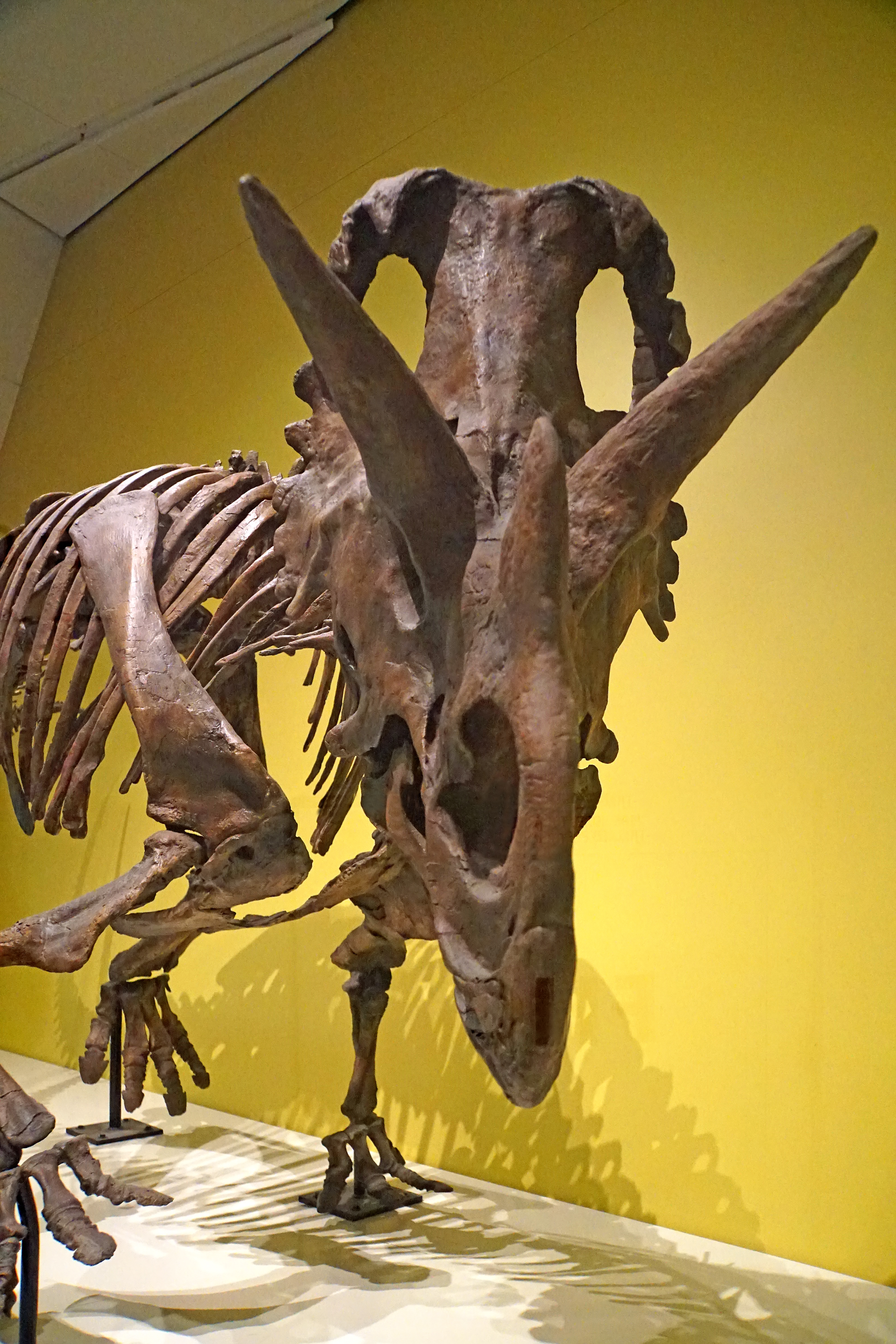
és
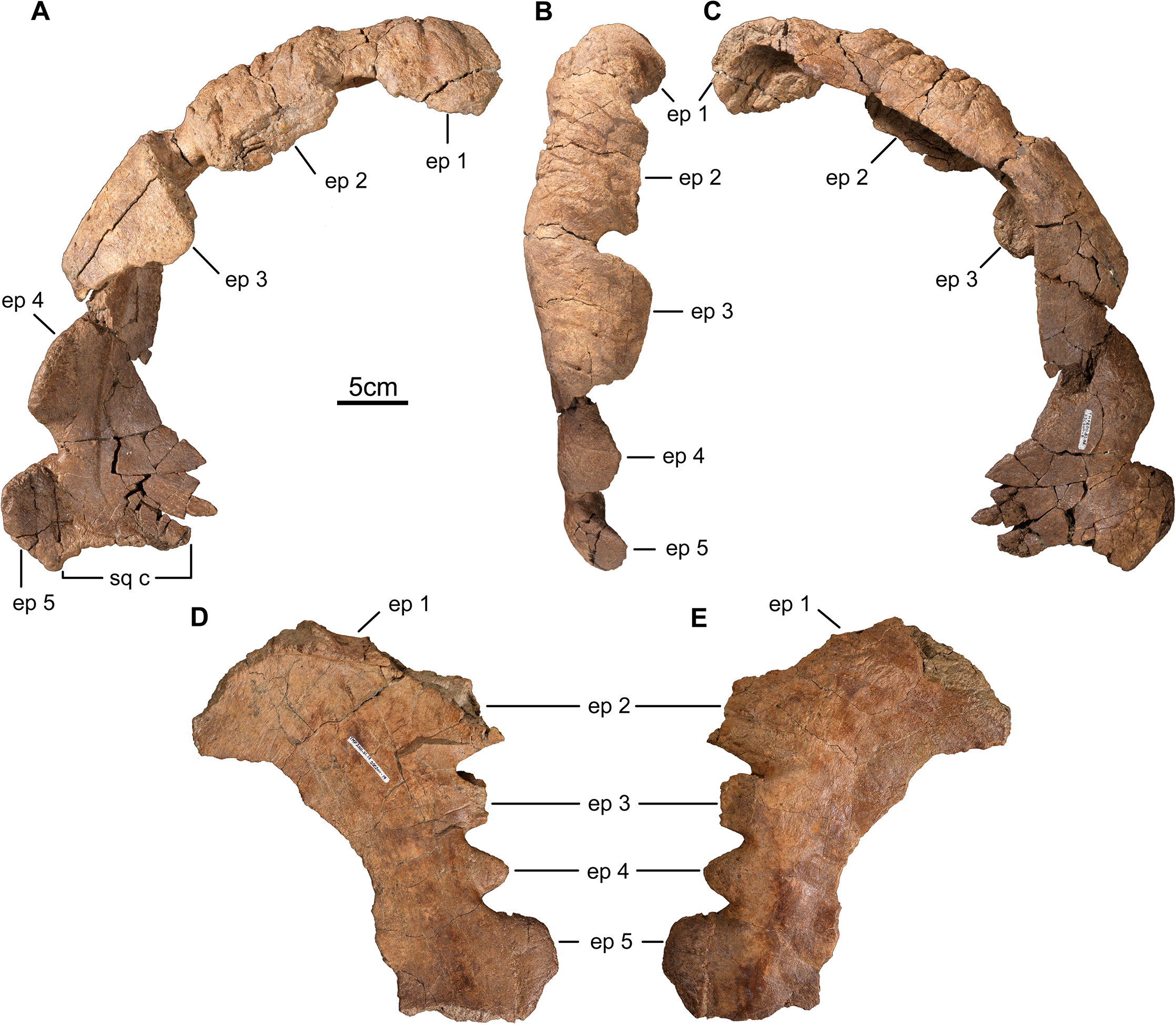
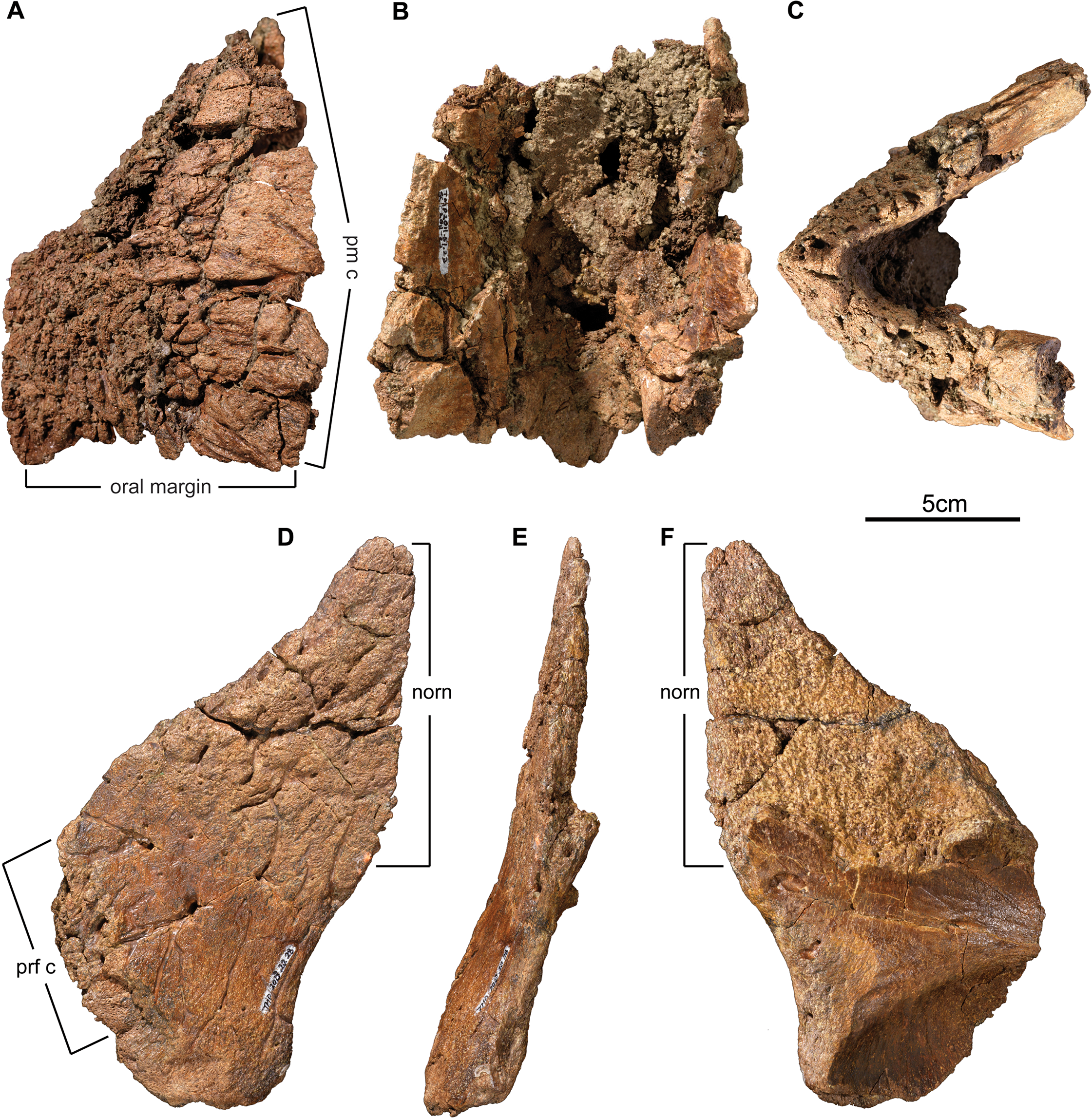
maradványai
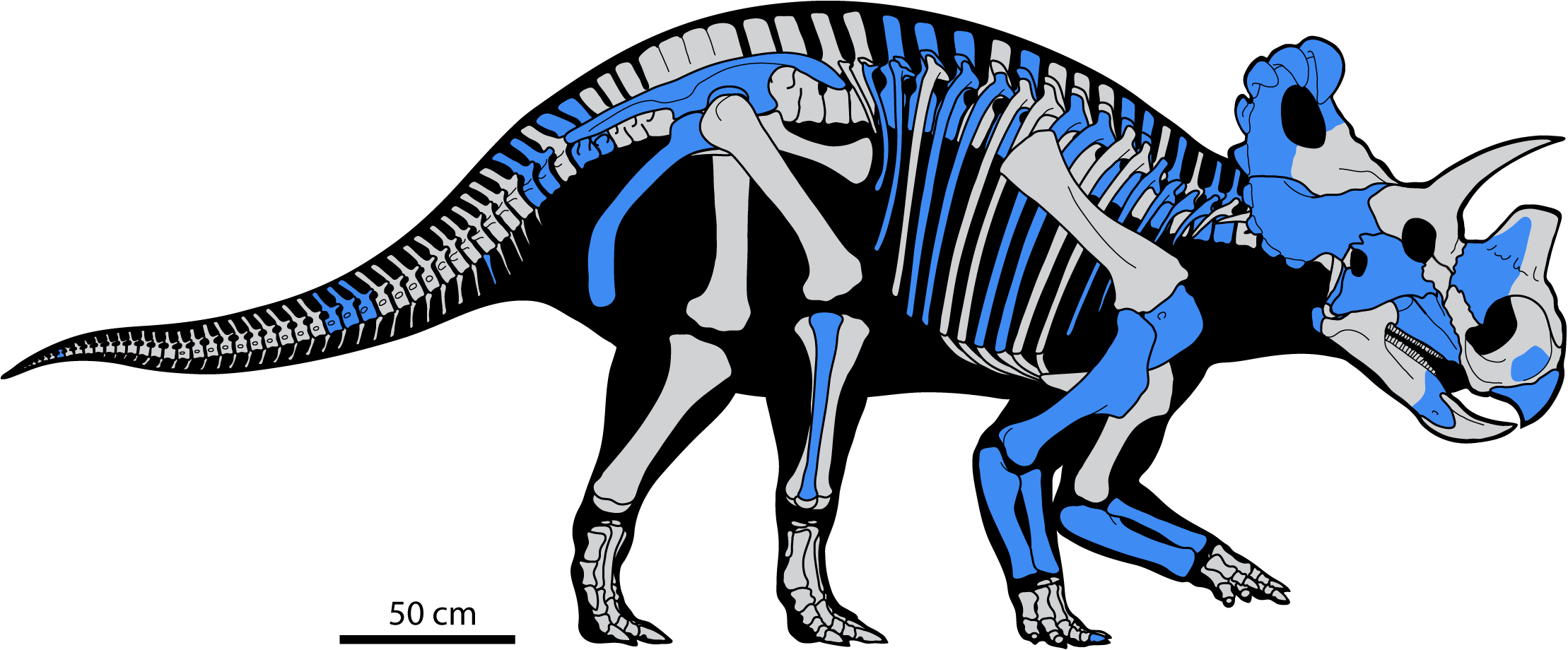
A csontvázból a kékek kerültek elő

## Fordítás
- Ez a szócikk részben vagy egészben  a   Wendiceratops című angol Wikipédia-szócikk ezen változatának fordításán alapul.  Az eredeti cikk szerkesztőit annak laptörténete sorolja fel. Ez a jelzés csupán a megfogalmazás eredetét és a szerzői jogokat jelzi, nem szolgál a cikkben szereplő információk forrásmegjelöléseként.